# Sinomammut
Sinomammut (nombre que significa "Mammut chino") es un género extinto de mamífero proboscídeo que vivió durante finales del Mioceno en la provincia de Gansu en China. Es conocido a partir de una sola mandíbula fragmentaria hallada en la década de 1990. Sin embargo, la mayor parte de este espécimen se ha perdido, quedando tan solo el ramo derecho de la mandíbula y una fotografía tomada in situ de la misma. Esta mandíbula fue considerada originalmente como perteneciente a un gonfotérido cercanamente relacionado con Sinomastodon, pero un análisis posterior reveló que en realidad se trataba de un mamútido, siendo un género cercano al bien conocido mastodonte americano (Mammut americanum). Puede ser distinguido de otros mamútidos por su mandíbula con la sínfisis muy alargada, pero carente de colmillos inferiores.